# 儀器飛行

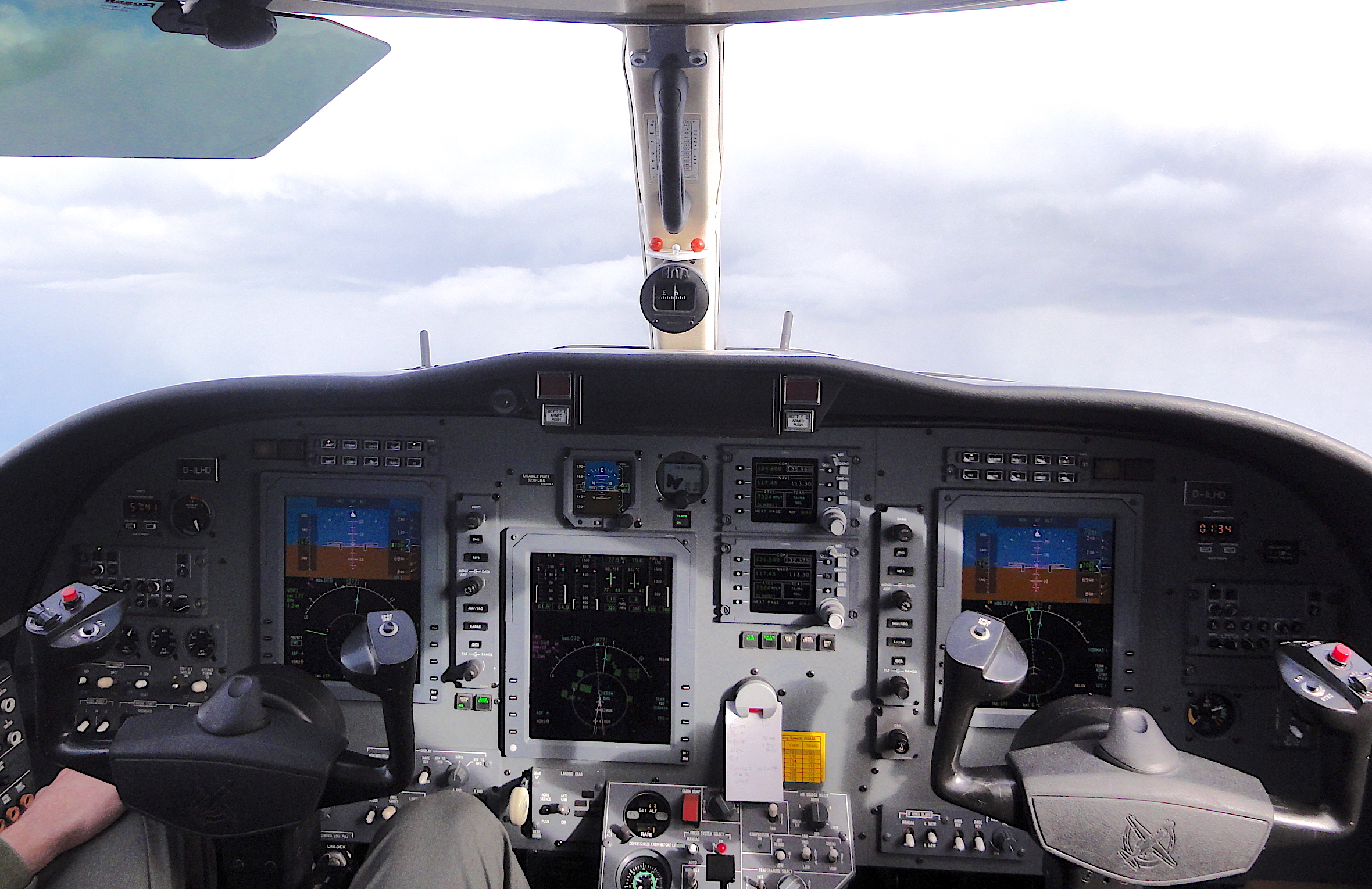
依賴儀器導航的飛行中的飛機

儀器飛行（英語：Instrument Flight Rules）是指以接近完全依賴儀器來導航的飛行方式。

## 概要
從來的目视飞行是要求飛行員靠地面的地形特徵和地標等來駕駛飛機，但是儀器飛行就以地面和機上導航設施協助，計算出路線作飛行。儀器飛行除自身的飛行儀表，還需要航電通信，所要用到的地面導航台包括甚高頻全向信標和無方向性信標。而區域導航(RNAV)就甚至需要國際民航組織定下的航路(Airways)等。除了地面儀器外，使用儀器飛行的航空器也必需有相關設備來讀取地面導航台的資訊和保持飛機在飛行路線內。

## 空管
使用儀器飛行的其中一個條件，就是飛機必須要由航空交通管制員協調與其他飛機的間距，有些國家會要求飛機也要配備答詢機讓空管雷達能識別其身分，但是沒有應答機依然可以使用時間以及定點報告方式來做間距控制。

## 好處
隨著技術的發展，使用儀器飛行成為了可能，其後飛機就不需要經常因為天氣狀況的限制而不能作出飛行。除了起飛和降落後脫離跑道外，甚至在起降也基本上是完全不需要以目視方式協助飛行，確保可以在惡劣天氣下飛行。而且又因為有了航空交通管制員的協調，也不需要擔心會和其他飛機發生碰撞。。
1. ↑  .   [2023-07-24]. （原始内容存档于2023-07-24）.